# Zsófia magyar királyi hercegnő (1100–1125)
Árpád-házi Zsófia (1100 körül – 1125 után?) magyar és horvát királyi hercegnő.
Édesapja Könyves Kálmán magyar király, I. Géza magyar királynak és első feleségének, Loozi Zsófia belga-limburgi hercegnőnek a fia. Édesanyja Felícia magyar királyné, I. Roger szicíliai gróf és Eremburga di Mortain leánya.
Zsófia volt szülei legidősebb gyermeke. Három testvére született: a későbbi II. István, az ő ikertestvére, a fiatalon elhunyt László, illetve egy ismeretlen nevű leány, aki Vlagyimir halicsi herceg felesége lett. Zsófia egy magyar főúrhoz, Saul bihari ispánhoz ment feleségül. Tőle született Saul magyar herceg, akit gyermektelen nagybátyja utódává nevezett ki. István halála után azonban nem Sault koronázták királlyá. Saul sorsa ismeretlen, feltételezhetően a trónért folytatott harcok során halt meg. Zsófia további sorsáról sincs tudomásunk, életéről nem maradt fenn több információ.